# ポール・フロマー
ポール・R・フロマー（[ˈfroʊmər];1944年9月17日生まれ）は、アメリカの、南カリフォルニア大学(USC)のコミュニケーション教授、言語学のコンサルタント。彼は、カリフォルニア州ロサンゼルスのベントレーインダストリーズ(Bentley Industries)の前副社長、特別プロジェクトコーディネーター、ストラテジックプランナー、ライター兼研究者だった。2005年から2008年まで、彼はUSCマーシャル・スクール・オブ・ビジネス経営コミュニケーションセンターのディレクターを務めた。   

## 青年期と教育
フロマーは、ニューヨークで生まれた。早くから天文学に関心を持っていたが、天体物理学から数学に専攻を変更した後、1965年に数学の学士号を取得してロチェスター大学を卒業した。その後、マレーシアで平和部隊に在籍しながらマレー語で英語と数学を教えていた。彼は以前複数の言語を学んでいたが、この経験から言語学に焦点を移して、南カリフォルニア大学(USC)で言語学の博士課程を開始。1970年代半ばのプログラムの間、彼はイランで1年間英語を教えながら、ペルシャ語を勉強した。彼は1981年にバーナード・コムリーの下でUSCの言語学の修士号と博士号を取得した。;彼の博士号はペルシャ語の構文に関するもので、「口語ペルシャ語の構文における動詞後の現象(Post-verbal Phenomena in Colloquial Persian Syntax)」と題されていた。 

## 業績
フロマーは数年間教鞭をとった後、ビジネスに転身し、ロサンゼルスのベントレーインダストリーズ(Bentley Industries)で副社長、特別プロジェクト・コーディネーター、戦略プランナー、ライター研究者に就任した。フロマーは1989年の映画『Step Into the Third Dimension』の脚本家も共同で務めた。1996年、彼はマーシャルスクールオブビジネスの臨床管理コミュニケーションの専任教授としてUSCに戻った。1999年には、「Looking at Languages:A Workbook in Elementary Linguistics」という言語学の学習帳を共同執筆した。2005年から2008年までは、マーシャル・スクール・オブ・ビジネスの経営コミュニケーションセンターのディレクターを務めた。 
2009年の映画『アバター』の脚本家で監督であるジェイムズ・キャメロンの探求の末、フロマーは、映画に登場する架空のエイリアン人種で、衛星パンドラに住む青い人間型の住人である、ナヴィの言語の開発者に選ばれた。フロマーによると、この言語を作る過程は、音声学と音韻論から始まったという。「言語に一貫性を持たせるためには、まず音韻の仕組みをすべて決定する必要がある」。形態論、統語論、語彙が続いた。キャメロン氏はすでに、この新しい言語に取り入れたい言葉を数十語作成していた。それがフロマーに「彼がどんな種類の音を考えていたかの感覚」を与えた。キャメロンはまたフロマーに対して、「この言語を、観客にとって響きが心地よく、魅力的なものにしたかった」「言語を作るとき、あなたは口の中で音を転がしたり、変わった音を聞いたり、言語の音や構造的な特性で遊んだりする喜びを経験する-そのプロセスは基本的に約6ヶ月かかった」と語った。 
フロマーはナヴィ語の文法の一部をポリネシアの言語に基づいて作り、西洋の言語にはない放出音や語頭の軟口蓋鼻音などの子音を使用し、「b」、「d」、「g」などの一般的な西洋の言語にある音を採用しなかった。彼は動詞の修飾語を単語の始めや終わりではなく、単語の中央に配置した。キャメロンはナヴィのキャラクターのためにいくつかの曲を書き、フロマーはナヴィ語の詩的な形に翻訳し、それから歌手たちに発音の指導をした。その後、映画の中でナヴィ語を話す必要のある俳優たちと個人的に仕事をし、彼らがそれを勉強するために使うMP3ファイルを作った。この映画では、キャメロン監督がナヴィのキャラクターに人間の声を持たせたかったため、俳優の声は変わらなかった。映画が公開されて以来、フロマーはファンから言語の拡張を勧める電子メールを数多く受け取っており、ウェブサイトも同言語の研究と利用に力を入れて成長している。 
フロマーはまた、ディズニー映画ジョン・カーターのためにバルスーム語を作成した。 